# Vikalpa
Vikalpa — рід грибів родини Dictyosporiaceae. Назва вперше опублікована 2016 року.

## Класифікація
До роду Vikalpa відносять 4 види:
- Vikalpa australiensis
- Vikalpa freycinetiae
- Vikalpa lignicola
- Vikalpa micronesiaca